# 凯尔茜·戴利亚
凯尔茜·沃雷尔·戴利亚（英語：Kelsi Worrell Dahlia，1994年7月15日—），生于新泽西州沃希斯镇，美国女子游泳运动员，主攻短距离自由泳和蝶泳。她童年时期在同州的西安普敦镇成长，那段时间她在当地的游泳俱乐部训练。2012年，她在位于蒙荷里的兰科克斯谷区域高中（Rancocas Valley Regional High School）毕业，同年进入路易斯維爾大學大学就读，2013年开始代表该大学的校队参加国内比赛。她的丈夫是大学队队友托马斯·戴利亚（Thomas Dahlia），她在2017年3月时宣布其已在和对方交往，两人在同年10月结婚。